# Guz brodawkowaty okolicy szyszynki

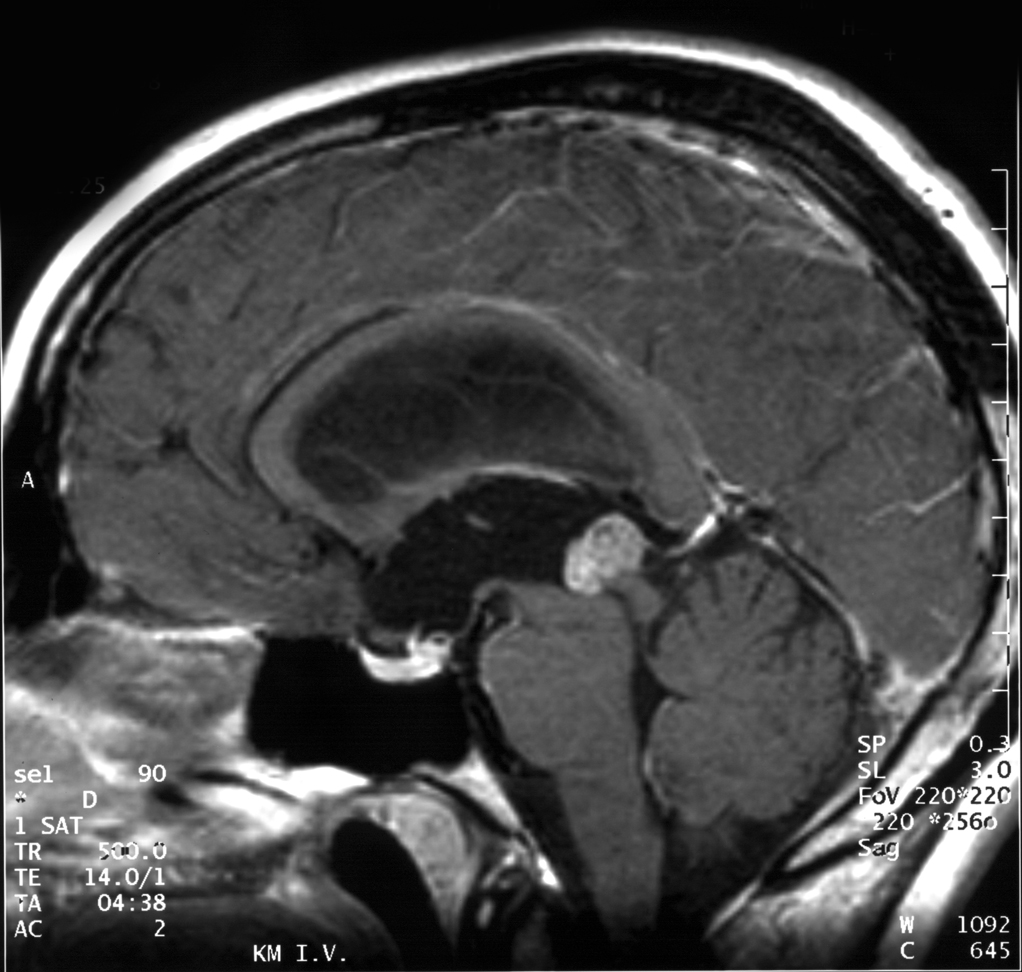
Obraz guza PTPR u 18-letniego chłopca w MRI T_{1}-zależnym ze wzmocnieniem kontrastowym (gadolin)

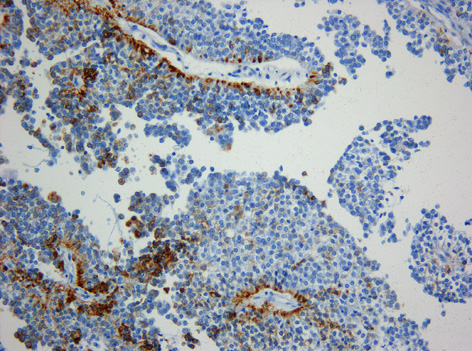
Obraz histologiczny guza, barwienie iummunohistochemiczne na obecność cytokeratyny

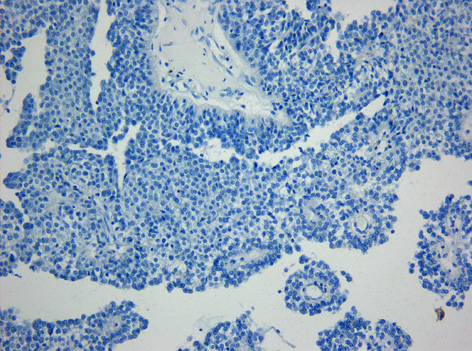
Obraz histologiczny guza, barwienie immunohistochemiczne na obecność antygenu EMA

Guz brodawkowaty okolicy szyszynki (ang. papillary tumor of the pineal region, PTPR) – stosunkowo niedawno wyodrębniony, bardzo rzadki typ guza mózgu. PTPR został uwzględniony w najnowszej (2007) klasyfikacji WHO guzów ośrodkowego układu nerwowego. Opisano mniej niż 50 przypadków tego nowotworu. 
PTPR rozwija się wyłącznie w okolicy szyszynki, najczęściej w wieku dorosłym, chociaż wiek ujawnienia się guza wynosił od 5 do 66 lat (średnio 31,5). Nieco częstszy jest u kobiet. Objawy to ból głowy, wtórny do wodogłowia spowodowanego uciskiem guza na wodociąg mózgu. 
Guzy tego typu zwykle są dobrze odgraniczone, duże (2,5-4,0 cm średnicy), niekiedy zawierają elementy torbielowate. W obrazie CT są hipodensyjne i ulegają wzmocnieniu kontrastowemu. W obrazie MRI odznaczają się hiperdensyjnością w obrazach T2-zależnych i ulegają wzmocnieniu kontrastowemu w obrazach T1 zależnych po podaniu środków kontrastowych zawierających gadolin. 
PTPR mają tendencję do lokalnej wznowy, ale tylko wyjątkowo rozsiewają się do kanału rdzeniowego. Według WHO ich stopień złośliwości to II lub III.